# Rémi Kauffer
Rémi Kauffer est un journaliste français spécialiste du renseignement et des services secrets, né le 15 janvier 1949.

## Biographie
Rémi Kauffer est un journaliste (Figaro Magazine, Historia, dont il est membre du comité éditorial) spécialiste de l'histoire contemporaine,. Il a écrit avec Roger Faligot de nombreux ouvrages sur les services secrets et les renseignements,,.
Il est également enseignant à l'Institut d'études politiques de Paris, à l'École de guerre économique et à l'Institut catholique d'études supérieures.

## Publications
- Au cœur de l'État, l'espionnage Autrement, 1983, avec Roger Faligot
- O.A.S., histoire d'une organisation secrète Fayard, 1986. Étude historique consacrée au mouvement clandestin qui ébranla la Ve République à peine naissante.
- Kang Sheng et les services secrets chinois (1927-1987). Robert Laffont, 1987, avec Roger Faligot
- Porno business . Fayard 1987, avec Roger Faligot
- Les résistants : de la guerre de l'ombre aux allées du pouvoir 1944-1989. Fayard, 1989, avec Roger Faligot
- As tu vu Jean Cremet ?. Fayard. 1991, avec Roger Faligot
- Eminences grises Fayard. 1992, avec Roger Faligot
- Histoire mondiale du renseignement. Laffont, 1993, avec Roger Faligot
- Le marché du Diable.  Fayard, 1995, avec Roger Faligot
- Guerre économique L'arme de la désinformation Grasset, 1999
- Le Croissant et la croix gammée : Les Secrets de l'alliance entre l'Islam et le nazisme d'Hitler à nos jours, Albin Michel, 2000, avec Roger Faligot
- André Malraux : le roman d'un flambeur Hachette, 2001
- OAS. Histoire d’une guerre franco-française, Seuil - L'Epreuve des faits, 2002
- « Quand la CIA finançait la construction européenne », Historia no 675, mars 2003[8].
- L'Hermine rouge de Shanghai, Les Portes du Large, 2004, avec Roger Faligot
- Le réseau Bucéphale, Seuil, 2006 (Roman historique sur la résistance française)
- Histoire secrète de la V°République, (sous la direction de Roger Faligot et Jean Guisnel), La Découverte
- Collaboration au Le Livre noir du communisme, dirigé par Stéphane Courtois, Éditions Robert Laffont, coll. « Bouquins »
- Histoire politique des services secrets français, Éditions La Découverte, 2012, avec Roger Faligot et Jean Guisnel
- Le siècle des quatre empereurs, Sun Yat-sen, Chiang Kai-shek, Mao Zedong et Deng Xiaoping, Perrin, 2014  (ISBN 978-2-262-04023-9)
- Kang Sheng, le maître espion de Mao, Perrin, 2014, avec Roger Faligot  (ISBN 978-2-262-04147-2)
- Histoire mondiale des services secrets, Perrin, 2015, 896 p.   (ISBN 978-2-262-04322-3)
- Paris, la rouge capitale mondiale des révolutionnaires et des terroristes, Perrin, 2016, 416 p.  (ISBN 978-2-262-05030-6)
- Les maîtres de l'espionnage, Perrin, 2017, 500 p.  (ISBN 978-2-262-06635-2)
- Les Hommes du président, Perrin, 2018, 500 p.  (ISBN 978-2-262-07432-6)
- Les femmes de l'ombre: L'histoire occultée des espionnes, Perrin, 2019, 450 p.  (ISBN 978-2-262-07731-0)
- Les grandes affaires des services secrets, Perrin, 2021, 480 p.  (ISBN 978-2-262-08528-5)
- Les Espions de Cambridge: Cinq taupes soviétiques au cœur des services secrets de Sa Majesté, Perrin, 2022, 352 p.  (ISBN 978-2-262-09494-2)
- 1939-1945:La guerre mondiale des services secrets, Perrin, 2024, 492 p.  (ISBN 978-2-262-09492-8).